# Tożsamość, Tradycja i Suwerenność
Tożsamość, Tradycja i Suwerenność (ang. Identity, Tradition and Sovereignty – ITS) – istniejąca między 15 stycznia a 14 listopada 2007 grupa polityczna w Parlamencie Europejskim, zrzeszająca członków o poglądach nacjonalistycznych. W skład grupy wchodziło 23 eurodeputowanych (w chwili założenia grupy było ich 20) z siedmiu państw.
Grupa została ustanowiona 9 stycznia 2007. Dzień później Bruno Gollnisch zorganizował w Parlamencie Europejskim konferencję prasową, na której ogłosił powstanie nowej grupy. Formalne ogłoszenie powstania nowej grupy odbyło się w dniu otwarcia pierwszej w nowym roku sesji plenarnej Parlamentu Europejskiego 15 stycznia 2007.
Wcześniejsze starania, aby utworzyć skrajnie prawicową grupę w parlamencie kończyły się niepowodzeniem ze względu na wymagania dotyczące liczby członków i reprezentowania przynajmniej 20% państw członkowskich. Sytuacja zmieniła się po rozszerzeniu Unii Europejskiej o Rumunię i Bułgarię, a w związku z tym z wejściem do Parlamentu Europejskiego reprezentantów odpowiednio Partii Wielkiej Rumunii i bułgarskiej partii Ataka, których członkowie wsparli utworzenie nowej grupy.
Największą partią w Tożsamość, Tradycja i Suwerenność był Front Narodowy, a należący do niej Bruno Gollnisch pełnił funkcję przewodniczącego grupy.
Frakcja przestała istnieć 14 listopada 2007 po wypowiedzi Alessandry Mussolini, która stwierdziła, że Rumuni mają łamanie prawa we krwi, co spowodowało wystąpienie z grupy rumuńskich europarlamentarzystów.

## Członkowie
Austria
- Austriacka Partia Wolnościowa: (1)
  - Andreas Mölzer

 Belgia
- Interes Flamandzki: (3)
  - Philip Claeys
  - Koenraad Dillen
  - Frank Vanhecke

 Bułgaria
- Ataka: (3)
  - Sławczo Binew
  - Desisław Czukołow
  - Dimityr Stojanow

 Francja
- Front Narodowy: (7)
  - Bruno Gollnisch
  - Carl Lang
  - Jean-Marie Le Pen
  - Marine Le Pen
  - Fernand Le Rachinel
  - Jean-Claude Martinez
  - Lydia Schénardi

 Rumunia
- Partia Wielkiej Rumunii: (5)
  - Daniela Buruiană-Aprodu
  - Eugen Mihăescu
  - Viorica Moisuc
  - Petre Popeangă
  - Cristian Stănescu
- Niezależny (wcześniej członek PNL): (1)
  - Dumitru Gheorghe Mircea Coşea

 Wielka Brytania
- Niezależny (wcześniej członek UKIP): (1)
  - Ashley Mote

 Włochy
- Akcja Socjalna: (1)
  - Alessandra Mussolini
- Ruch Socjalny – Trójkolorowy Płomień: (1)
  - Luca Romagnoli